# 殺擊

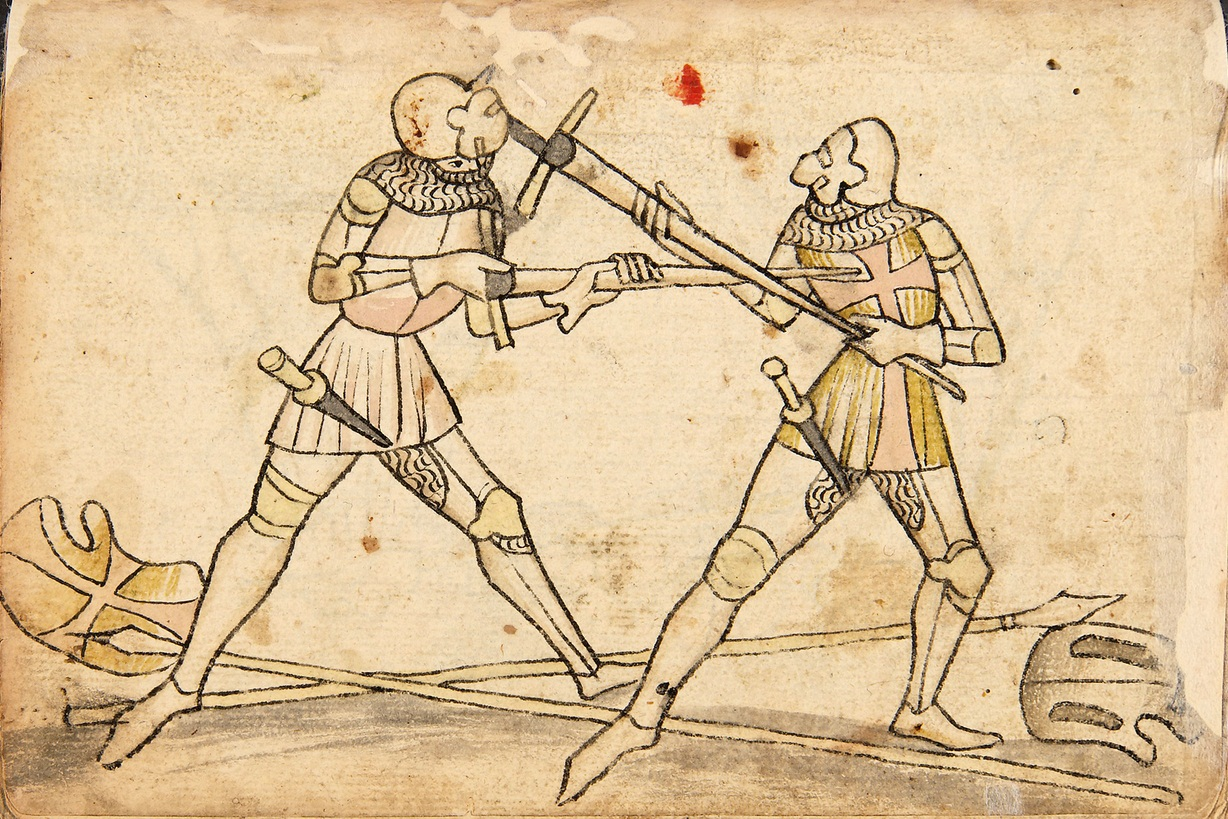
圖右之人正使出殺擊。

在德國擊劍學校（Deutsche Fechtschule）中，殺擊（Mordhau、Mordstreich、Mordschlag，這些詞字面上的意思就是殺擊）是一種為將劍反持，雙手捏握劍身處，用劍格（護手）與劍尾配重物來打擊對手的劍技，基本上是把劍當作骨朵或錘在用，主要用來對付穿著盔甲的對手。畢竟是用手捏握劍身處，不論是徒手還是有穿戴護具，使用此技術還是有一定風險。